# 낯선 여인과의 하루
《낯선 여인과의 하루》(Conversations With Other Women)는 미국에서 제작된 한스 카노사 감독의 2005년 멜로/로맨스 영화이다. 헬레나 본햄 카터 등이 주연으로 출연하였고 빌 맥컷첸 등이 제작에 참여하였다.

## 출연

### 주연
- 헬레나 본햄 카터
- 아론 에크하트

### 조연
- 노라 제헤트너
- 에릭 에이뎀
- 올리비아 와일드
- 토마스 레논
- 세리나 빈센트
- 브라이언 게라그티
- 브리아나 브라운
- 필립 리텔
- 유리 친컨

## 기타
- 제작팀장: 레이몬드 이작
- 제작부: 마크 첼리스체프
- 제작부: 웬디 리즈
- 라인프로듀서: 마크 G. 마티스
- 미술: 조디 린 틸렌
- 의상: 더글러스 홀